# Przerwa (Voivodato de Opole)
Przerwa [ˈpʂɛrva] (en alemán: Dammbruch) es un pueblo ubicado en el distrito administrativo de Gmina Walce, dentro del Condado de Krapkowice, Voivodato de Opole, en el sur de Polonia occidental.

## Ubicación
Se encuentra aproximadamente a 7 kilómetros al noreste de Walce, a 8 kilómetros al sureste de Krapkowice, y a 28 kilómetros al sur de la capital regional Opole.

## Historia
Antes de 1945, el área fue parte de Alemania.